# Alessandro Mattei
Alessandro Mattei (né le 20 février 1744 à Rome, alors capitale des États pontificaux et mort le 20 avril 1820 dans la même ville) est un cardinal italien du XVIIIe siècle et du début du XIXe siècle.
Il est le neveu et cousin des cardinaux Luigi Mattei et Lorenzo Girolamo Mattei.

## Biographie
Alessandro Mattei est consacré archevêque de Ferrare en 1777. Le pape Pie VI le crée cardinal in pectore lors du consistoire du 12 juillet 1779. Sa création est publiée en mai 1782.
Alors qu'il essaye de rétablir l'autorité papale sur la province de Ferrare prise par l'armée française en l'absence du légat Francesco Maria Pignatelli, il est emprisonné par Napoléon Bonaparte en juin 1796. Il est libéré en octobre 1796 alors que la province est rattachée à la République cispadane. Napoléon Bonaparte lui demande de négocier la paix avec Rome, mais il n'est pas écouté par le secrétaire d'État, le cardinal Ignazio Busca. L'armée française envahit alors Rome en février 1797. Il est choisi par le pape Pie VI pour négocier le traité de Tolentino imposé par la république française, et que d'aucuns surnomment le « Brigandage de Tolentino ».
Il participe au conclave de 1799-1800, lors duquel le cardinal Barnaba Chiaramonti est élu pape sous le nom de Pie VII. Le cardinal Mattei est le favori de l'empire d'Autriche lors de ce conclave. Il est plus tard nommé cardinal-évêque de Palestrina (1800), puis de Porto-Santa Rufina (1809).

En 1810, le cardinal Mattei est exilé de Rome par ordre de Napoléon Ier, d'abord à Bologne puis à Paris. En 1810, il est parmi les treize cardinaux qui refusent de participer à la cérémonie du mariage entre Napoléon et Marie-Louise d'Autriche, et qui sont, à cause de cela, poursuivis par le régime napoléonien et forcés d'abandonner leur habit cardinalice rouge et de porter une soutane noire (raison pour laquelle ils furent appelés les cardinaux noirs). Il est ensuite déporté dans les Ardennes et y est assigné à résidence jusqu'au « concordat de Fontainebleau » en janvier 1813, obtenu par pression sur le pape Pie VII qui s'y trouve prisonnier. Le cardinal Mattei peut alors rejoindre le pape à Fontainebleau, avec les autres « cardinaux noirs » dispersés jusque-là sur le territoire français. Mais le pape désavoue, casse et annule bientôt le supposé « concordat » et le fait savoir à Napoléon ; ne pouvant plus y réagir par de nouvelles coercitions sous les yeux de l'Europe liguée contre lui, le régime impérial étant de plus en plus aux abois après les désastres de la retraite de Russie, celui-ci se limite à arracher de nouveau les cardinaux d'auprès du pape et à les exiler à nouveau, les accusant d'avoir conseillé au pape de casser le supposé « concordat ». C'est ainsi que le cardinal Mattei, pour sa part, se voit de nouveau déporté et assigné à résidence, en janvier 1814, cette fois à Alais.
Libéré dès le 21 avril 1814, au lendemain de la chute de l'empire napoléonien, le cardinal Mattei rejoint rapidement le pape Pie VII, à son tour libéré de Fontainebleau, et l'accompagne tout au long de son retour triomphal à Rome en avril-mai 1814, les populations des villes et des campagnes se précipitant partout à ses devants sur les routes de France et d'Italie. 
De retour à Rome, le cardinal Mattei exerce différentes fonctions officielles dans les commissions et les congrégations de la Curie. Il est nommé pro-dataire apostolique en juin 1814 et est promu cardinal-évêque d'Ostie en septembre 1814, c'est-à-dire doyen du Collège des cardinaux. En 1817, il est nommé archiprêtre de la basilique Saint-Pierre et président de la Fabrique de Saint-Pierre.
Il meurt le 20 avril 1820, âgé de 76 ans, après un cardinalat de 40 ans et 283 jours (de juillet 1779 à avril 1820). Son tombeau est dans la basilique Santa Maria in Aracoeli sur la colline du Capitole, à Rome.

## Succession apostolique
Alessandro Mattei a ordonné les évêques suivants :
- Évêque Bonawentura Carenzi (pl), O.F.M.Conv. (1808)
- Cardinal Giacomo Giustiniani (1817)
- Archevêque Nicola Mattei Baldini (1817)
- Cardinal Francesco Cesarei Leoni (1817)
- Archevêque Francesco Maria De Luca (it), O.F.M.Obs. (1818)
- Évêque Salvatore Lettieri (1818)
- Évêque Domenico Novi Ciavarria (1818)
- Évêque Francesco Felice Tiberi, C.O. (1818)
- Évêque Domenico Feudale (it) (1818)
- Évêque Isaia Volpe, O.F.M.Cap. (1818)
- Archevêque Ignazio Ranaldi, C.O. (1818)
- Évêque Fabiano Giuseppe Giacomo Luigi Galliani, O.F.M.Cap. (1818)
- Évêque Cassiodoro Margarita (1818)
- Évêque Francesco Saverio Durini, O.S.B.Cel. (1818)
- Évêque Giovanni Battista Tomasuolo (1818)
- Évêque Michele Virgili (1819)
- Évêque Francesco Albertini (1819)
- Cardinal Pietro Francesco Galleffi (1819)
- Cardinal Giovanni Francesco Falzacappa (1819)
- Évêque Pasquale Mazzei (1819)
- Évêque Carlo Cavalieri Manassi (1820)
- Évêque Bernardino Avolio, O.F.M.Cap. (1820)
- Évêque Pasquale de Nicolais (1820)